# Janni Larsson
Janni Larsson, född 19 augusti 1987 i Kristinehamn, är en svensk utövare av brasiliansk jiu-jitsu.
Vid 14 års ålder flyttade hon till Jönköping där hon började träna jiu-jutsu. Larsson har svart bälte i brasiliansk jiu-jitsu och blev år 2014 den första världsmästaren med svart bälte från Sverige. Hon vann även guld i jujutsu i newazadelen. År 2013 blev hon av misstag anmäld till herrklassen under German Open men slutade ändå på andra plats.
2010 flyttade hon till Danmark för att förbättra sina träningsmöjligheter. Hon avslutade karriären 2015.
Hon var en av deltagarna i Mästarnas mästare 2017 där hon slutade på en sjätteplats.